# Bob-Weltmeisterschaft 1963
Die 22. Bob-Weltmeisterschaft fand am 26. und 27. Januar im Zweierbob sowie am 2. und 3. Februar 1963 in Igls in Österreich statt. Weltmeister wurden im Zweierbob die Italiener Eugenio Monti und Sergio Siorpaes. Für Monti war es der sechste WM-Titel im Zweierbob. In der Viererbob-Konkurrenz, für die sich Monti nicht qualifiziert hatte, gewann Bob Italien I mit dem ewigen Zweiten Sergio Zardini als Pilot den Weltmeistertitel. Für Zardini blieb es der einzige WM-Titel.

## Konstellation
Nach dem Debakel von Squaw Valley, als erstmals seit Aufnahme in das olympische Programm keine Bobwettbewerbe stattfanden, fiel auf der 58. IOC Session im Sommer 1961 in Athen eine wichtige Entscheidung im Hinblick auf die Zukunft des Bobsports. Durch die Aufnahme des Rennschlittensports ins olympische Programm und die damit verbundene Notwendigkeit einer Rennschlitten- und Bobbahn für die Olympischen Spiele 1964 wurden in Athen auch die Durchführung olympischer Bobwettbewerbe bestätigt. Dementsprechend sollten bereits 1962 die Bob-Weltmeisterschaften auf der neu zu bauenden Bobbahn in Innsbruck-Igls stattfinden. Allerdings schafften es die Organisatoren in Innsbruck bis zum Sommer 1961 nicht, eine Austragung der von der FIBT für den Januar 1962 in Igls geplanten Bob-Weltmeisterschaft zu garantieren. Somit wurde im Juli 1961 seitens des FIBT-Präsidenten Rotta ein Tausch der nächsten zwei Weltmeisterschafts-Austragungsorte Garmisch-Partenkirchen und Igls verfügt, wodurch die Weltmeisterschaft 1962 in Garmisch und 1963 in Igls stattfand.
Nach einem Jahr Pause kehrte der Italiener Eugenio Monti wieder ins Wettkampfgeschehen zurück. Bereits im November 1962 hatte er seine Rückkehr angekündigt und qualifizierte sich bei den italienischen Ausscheidungswettbewerben für die Zweierbob-WM, während er im Viererbob anderen Sportlern den Vortritt lassen musste. Im Schweizer Lager hatten sich zu Jahresbeginn die Wogen auch wieder geglättet. Nachdem die Spitzenfahrer Max Angst und Hans Zoller vom Schweizer Verband gesperrt worden waren, hob der Verband diese Sperren im Januar 1963 vor der WM auf.
Probleme mit der neuen Bahn
Die neu konstruierte Eisbahn in Innsbruck-Igls wurde Mitte Januar 1963 im Rahmen der österreichischen Staatsmeisterschaften eröffnet und erwies sich sofort als recht schnell. Für die WM testeten im Training insgesamt 60 Bobs aus 12 Nationen. Bereits am zweiten Trainingstag kam es dabei zu einem ersten schweren Sturz. Das Duo Gunder Ahs und Gösta Jelmbrand gerieten im sogenannten Hexenkessel an die Kurvenkrone, kippten um und wurden aus dem Bob geschleudert. Beide erlitten Frakturen an den Beinen. Am dritten Trainingstag erwischte es das schwedische Team Luttermann/Ackergreen, wenngleich deren Sturz glimpflicher verlief. Schlimmer betraf es das US-Duo McKillip/King, wo sich der Pilot den Arm brach. Das letzte Training brach die Jury nach einem erneuten Sturz eines kanadischen Bobs sogar ab und ließ die Bahn im unteren Teil durch Schnee entschärfen. Durch Tiefsttemperaturen von über −20 °C war die Eisrinne sehr schnell geworden.

## Zweierbob
Bereits am ersten Wettkampftag zeigte Altmeister Eugenio Monti, dass er nichts verlernt hatte. Er kam mit den schwierigen Bedingungen am besten zurecht und lag nach zwei Läufen mit über anderthalb Sekunden Vorsprung vor dem zweiten italienischen Bob mit dem Dauerzweiten Sergio Zardini, der vor allem im zweiten Lauf Federn ließ. Etwas überraschend lag der Bob des Schweizers Hans Zoller nach dem ersten Tag auf Platz vier, nur eine Hundertstel hinter den jungen Briten Nash/Dixon. Nach den Querelen der vergangenen Saison im Schweizer Lager, die zur Suspendierung und anschließenden Begnadigung Zollers geführt hatten, war dieses gute Abschneiden nicht unbedingt erwartet worden. Die schwer zu fahrende Bahn zeigte aber auch Grenzen auf, so dass bereits sieben Bobs nach dem ersten Tag ausgeschieden waren. Am zweiten Wettkampftag vergrößerte Monti seinen Abstand noch, da Zardini im dritten Lauf die schlechteste Zeit aller seiner vier Durchgänge fuhr und so sogar den Briten Nash/Dixon mit knapp einer Sekunde Rückstand noch Hoffnung auf Silber machte. Im vierten Durchgang fuhr Zardini allerdings Laufbestzeit und sicherte sich so Silber hinter Monti, der mit fast drei Sekunden Vorsprung seinen sechsten Weltmeistertitel im Zweierbob gewann. Die Briten Nash/Dixon gewannen mit Bronze ihre erste internationale Medaille. Geradezu tragisch endete der Wettkampf für den Schweizer Bob Zoller/Zimmermann. Nach dem dritten Lauf noch auf Medaillenkurs liegend, geriet der Bob der Eidgenossen nach dem sogenannten Hexenkessel ins Schleudern und kollidierte regelrecht mit den Bahnbegrenzungen. Sie landeten dadurch abgeschlagen auf dem letzten 12. Platz. Insgesamt konnten nur 12 von 21 Bobs den Wettkampf beenden.
| 1  | ITA I  | Eugenio Monti Sergio Siorpaes            | 1:06,46 | 1:06,42 | 2:12,88 | 1:06,78 | 1:07,38 | 4:27,04 |     |     |
| 2  | ITA II | Sergio Zardini Romano Bonagura           | 1:06,86 | 1:07,78 | 2:14,64 | 1:08,35 | 1:06,91 | 4:29,98 |     |     |
| 3  | GBR I  | Anthony Nash Robin Dixon                 | 1:07,95 | 1:07,07 | 2:16,02 | 1:07,92 | 1:08,13 | 4:32,07 |     |     |
| 4  | AUT II | Erwin Thaler Adolf Koxeder               |         |         | 2:16,63 |         |         | 4:34,45 |     |     |
| 5  | AUT I  | Franz Isser Heini Isser                  |         |         | 2:18,23 |         |         | 4:35,60 |     |     |
| 6  | USA I  | Larry McKillip Jim Lamy/Charles Pandolph |         |         | 2:18,00 | 1:10,08 | 1:09,13 | 4:37,21 |     |     |
| 7  | GBR II | Bill McGowen Andrew Hedges               |         |         | 2:17,30 |         |         | 4:37,59 |     |     |
| 8  | CAN I  | Victor Emery Peter Kirby                 |         |         | 2:18,13 |         |         | 4:40,56 |     |     |
| 9  | FRG II | Hans Maurer Rupert Grasegger             |         |         | 2:20,56 |         |         | 4:41,34 |     |     |
| 10 | ROU II | Ion Panțuru Gheorghe Maftei              |         |         |         |         |         | 4:41,89 |     |     |
| 11 | CAN II | John Emery Gordon Currie                 |         |         |         |         |         | 4:44,57 |     |     |
| 12 | SUI I  | Hans Zoller Robert Zimmermann            | 1:07,79 | 1:08,24 | 2:16,03 |         |         | 4:45,50 |     |     |
| −  | FRA I  | Lehmann Leroy-Beaulieu                   |         |         | 2:20,55 |         |         | DNF     |     |     |
| −  | SUI I  | Franz Grossenbacher Max Zutter           | 1:11,60 | 1:09,39 | 2:20,99 |         |         | DNF     |     |     |
| −  | FRA II | Jean-Claude Sauer Claude Brasseur        | DNF     | DNF     | DNF     | DNF     | DNF     | DNF     | DNF | DNF |
| −  | FRG I  | Hans Rösch Max Hammerl                   | DNF     | DNF     | DNF     | DNF     | DNF     | DNF     | DNF | DNF |
| −  | SWE I  | Jan-Erik Åkerström Ove Holmkvist         | DNF     | DNF     | DNF     | DNF     | DNF     | DNF     | DNF | DNF |
| −  | BEL I  | Jean de Crawhez Claude Crandelet         | DNF     | DNF     | DNF     | DNF     | DNF     | DNF     | DNF | DNF |
| −  | SWE II | Rolf Högglund Börje Hedblom              | DNF     | DNF     | DNF     | DNF     | DNF     | DNF     | DNF | DNF |
| −  | BEL I  | Jean Crandelet Michel Bounameaux         | DNF     | DNF     | DNF     | DNF     | DNF     | DNF     | DNF | DNF |
| −  | ROU I  | Henri Enea Hariton Pașovschi             | DNF     | DNF     | DNF     | DNF     | DNF     | DNF     | DNF | DNF |

## Viererbob
Auch bei den großen Schlitten gab es bereits im Training Probleme. So verzeichneten zum Beispiel beide britischen Bobs Stürze. Während die Crew um Tony Nash weitestgehend unbeschadet davonkam, musste die Besatzung des zweiten britischen Bobs komplett getauscht werden. Nunmehr vertrat ein Team der Royal Air Force unter Wing Commander D. Evans als zweiter Bob die britischen Farben. Nach den schweren Stürzen der schwedischen Bobs in der Zweierbob-Konkurrenz waren die Skandinavier auf Anweisung des schwedischen Verbandes abgereist und traten nicht im Vierer-Wettbewerb an. Auch der rumänische Bob ging letztlich nicht an den Start.
In Abwesenheit des nicht qualifizierten Rückkehrers und Rekordweltmeisters Eugenio Monti vertraten der Dauerzweite Sergio Zardini und der schon 36-jährige Angelo Frigerio die italienischen Farben. Dennoch führten auch diese beiden Bobs nach dem ersten Wettkampftag das Klassement an. Allerdings hatte sich bereits im ersten Lauf eine spannende Rekordjagd ergeben, an der neben den beiden italienischen Bobs auch der Brite Nash und die Österreicher um Pilot Erwin Thaler teilnahmen. Nach dem ersten Lauf lag Altmeister Frigerio mit über sieben Zehnteln Vorsprung vorn, gefolgt von Zardini und Nash. Im zweiten Lauf fuhr Zardini jedoch einen neuen Streckenrekord und lag so nach dem ersten Tag letztlich vor seinem Landsmann Frigerio, der im zweiten Lauf neun Zehntel auf Zardini verlor. Drittplatzierte waren die Briten um Tony Nash. Allerdings hatte das britische Team einen wesentlich schlechteren zweiten Tag. Schon im dritten Lauf verloren die Briten ziemlich genau eine Sekunde auf den Bob des Österreichers Thaler, der sich dadurch bereits auf den dritten Platz schob. Da die Lokalmatadoren wie schon im dritten Lauf auch im letzten Durchgang die zweitbeste Zeit fuhren, gewannen sie am Ende mit über einer Sekunde Vorsprung Bronze. Die Briten belegten den undankbaren vierten Platz, der am Ende sogar noch durch den Vorjahresweltmeister Hans Rösch in Gefahr geriet. Den Münchener trennten am Ende nur acht Hundertstel vom vierten Platz. Im Titelrennen ging nach zwei souveränen Fahrten am zweiten Wettkampftag für den 31-jährigen Sergio Zardini letztlich ein Traum in Erfüllung. Der Hotelgeschäftsführer aus Cortina hatte seit 1958 bei jeder Weltmeisterschaft mindestens eine Medaille gewonnen, musste aber meist seinem Landsmann Eugenio Monti den Vortritt lassen. Mit sechs WM-Silbermedaillen war er zu dieser Zeit der sprichwörtliche Zweite im Bobsport. Nun gelang ihm erstmals ein Sieg bei einer WM und damit der Weltmeistertitel. Das es sein einziger Titel bleiben sollte, konnte zu dem Zeitpunkt noch niemand ahnen. Zardini starb 1966 bei einem Bob-Wettbewerb in Lake Placid.
| Platz | Land   | Sportler                                                                | 1. Lauf | 2. Lauf | 1. Tag  | 3. Lauf | 4. Lauf | Gesamt  |
| ----- | ------ | ----------------------------------------------------------------------- | ------- | ------- | ------- | ------- | ------- | ------- |
| 1     | ITA I  | Sergio Zardini, Ferruccio Della Torre Renato Mocellini, Romano Bonagura | 1:05,32 | 1:04,07 | 2:09,39 | 1:04,98 | 1:04,97 | 4:19,34 |
| 2     | ITA II | Angelo Frigerio, Mario Pallua Luigi De Bettin, Sergio Mocellini         | 1:04,55 | 1:04,97 | 2:09,52 | 1:05,68 | 1:05,36 | 4:20,56 |
| 3     | AUT I  | Erwin Thaler, Reinhold Durnthaler Josef Nairz, Adolf Koxeder            | 1:05,42 | 1:04,83 | 2:10,25 | 1:05,53 | 1:05,31 | 4:21,09 |
| 4     | GBR I  | Anthony Nash, Guy Renwick Andrew Hedges, Robin Dixon                    | 1:05,23 | 1:04,68 | 2:09,91 | 1:06,54 | 1:05,79 | 4:22,24 |
| 5     | FRG I  | Franz Schelle, Ludwig Siebert Josef Sterff, Otto Göbl                   | 1:05,64 | 1:05,10 | 2:10,74 | 1:05,83 | 1:05,73 | 4:22,30 |
| 6     | FRG II | Hans Rösch, Theodor Bauer Hans Maurer, Alfons Hammerl                   | 1:05,66 | 1:04,81 | 2:10,47 | 1:06,43 | 1:05,52 | 4:22,32 |
| 7     | USA II | Bill Hickey, Bill Dundon Platt Harris, Paul King                        | 1:05,39 | 1:05,12 | 2:10,51 | 1:06,53 | 1:05,62 | 4:22,66 |
| 8     | USA I  | Larry McKillip, Mike Baumgartner Neil Rogers, Jim Lamy                  | 1:05,86 | 1:05,58 | 2:11,44 | 1:06,00 | 1:05,78 | 4:23,22 |
| 9     | CAN I  | Victor Emery, Doug Anakin David Hobart, Peter Kirby                     | 1:06,11 | 1:05,17 | 2:11,28 | 1:06,71 | 1:06,38 | 4:24,37 |
| 10    | AUT II | Franz Isser, Heinrich Isser Josef Isser, Fritz Isser                    | 1:05,46 | 1:06,01 | 2:11,47 | 1:06,47 | 1:06,86 | 4:24,80 |
| 11    | SUI II | Hans Zoller, Robert Zimmermann Hans Kleinpeter, Fritz Luedi             | 1:06,47 | 1:05,43 | 2:11,90 | 1:06,69 | 1:07,75 | 4:26,34 |
| 12    | CAN II | John Emery, Tony Philipps Purvis McDougal, Gordon Currie                | 1:06,74 | 1:06,16 | 2:12,90 | 1:06,89 | 1:06,85 | 4:26,64 |
| 13    | SUI I  | Jean Wicki, Hans Nievergelt Bernhard Wild, Bruno Kessler                | 1:06,68 | 1:06,64 | 2:13,32 | 1:06,60 | 1:06,63 | 4:26,91 |
| 14    | GBR II | David Evans, Alan Garside Martin Boyle, Ian Thomson                     | 1:07,57 | 1:06,98 | 2:14,55 | 1:08,33 | 1:07,41 | 4:30,29 |
| 15    | BEL    | Jean de Crawhez, Michel Bounameaux Claude Englebert, Claude Grandelet   | 1:06,98 | 1:07,00 | 2:13,98 | 1:09,95 | 1:08,16 | 4:32,09 |
| -     | ROM    | ?, ? ?, ?                                                               | 1:07,69 | 1:07,94 | 2:15,63 | DNS     | DNS     | -       |

## Medaillenspiegel
| Platz | Land           | Gold | Silber | Bronze | Gesamt |
| ----- | -------------- | ---- | ------ | ------ | ------ |
| 1     | Italien        | 2    | 2      | 0      | 4      |
| 2     | Österreich     | 0    | 0      | 1      | 1      |
| 2     | Großbritannien | 0    | 0      | 1      | 1      |